# Wolfgang Kasic
Wolfgang Kasic (* 6. Dezember 1959) ist ein österreichischer Politiker (ÖVP) und Medienunternehmer. Kasic ist Vizebürgermeister von Frohnleiten und war von 2000 bis zu seinem Rücktritt im August 2011 Abgeordneter zum Steiermärkischen Landtag. Kasic ist Präsident des Vereins A.R.A.C.A (Austrian-Russian-Asian Culture Association).

## Ausbildung und Beruf
Kasic besuchte ab 1966 die Volksschule Bruck an der Mur und wechselte 1978 an das Gymnasium Graz. Er studierte im Anschluss Betriebswirtschaftslehre mit dem Schwerpunkt Marketing und Organisation und legte 1984 die Konzessionsprüfung für „Werbeberater und Werbemittler“ ab. Kasic machte sich in der Folge 1984 selbständig und ist Inhaber der Werbeagentur „WOKA Management & Kommunikation“ sowie Herausgeber einer Regionalzeitung.

## Politik
Kasic begann seine politische Karriere 1979 als Obmann der Jungen Volkspartei Frohnleiten und wurde zugleich zum Bezirksobmann der Jungen ÖVP in Graz-Umgebung gewählt. Er übernahm 1993 den geschäftsführenden Vorsitz des Tourismusverbandes Frohnleiten und wurde in diesem Jahr auch stellvertretender Vorsitzender der Tourismus Region Graz. Kasic wirkte ab 1995 als Fachgruppenobmann der Freizeit- und Sportbetriebe in der Wirtschaftskammer Steiermark und wurde 2005 stellvertretender Fachverbandsobmann in der Wirtschaftskammer Österreich. Zudem ist Kasic seit 1996 Vizebürgermeister von Frohnleiten und vertrat die ÖVP seit dem Jahr 2000 als Abgeordneter zum Steiermärkischen Landtag, wo er Wirtschaftssprecher des ÖVP-Landtagsklubs war. Seine politischen Schwerpunkte lagen dabei nach eigenen Angaben in den Bereichen Kommunalpolitik sowie Wirtschafts- und Finanzpolitik.
Anfang 2011 wurde Kritik daran laut, dass er eine von ihm herausgegebene Gratiszeitung auch mittels Inseraten der Glücksspielindustrie finanzierte, zugleich aber der für Glücksspiele zuständige WK-Spartenobmann und im Landtag Vorsitzender im Glücksspielausschuss war. Der Vorwurf lautete, er würde geschäftliche Interessen, seine Wirtschaftskammerfunktion und seine politische Tätigkeit dabei in nicht vertretbarer Weise vermengen. Im August 2011 legte er infolge dieser Kritik sowohl sein politisches Amt, wie auch seine Funktion in der Wirtschaftskammer zurück.